# 智力大冲浪
智力大沖浪（英：Broken Brain）是中國上海一個電視娛樂節目。於1994年7月在原上海電視臺8頻道（现上海电视台新闻综合频道）開播，开播时在每周六播出，后固定在星期日晚上黃金時間播出。后期调整至上海东方电视台文艺频道（现艺术人文频道）播出。於2005年12月18日停播，曆時12年，是上海的電視娛樂節目中存在時間最長的。節目開始初期由林栋甫、梦晓主持，后由林棟甫、和晶主持，於1997年更換為陳蓉、程雷主持。黄浩、潘延等也经常在其节目的小品中出现。